# 宋长标
宋长标（1916年—2004年），男，江苏高邮人，中国光学仪器照相刻画专家，曾任中国光学学会常务理事。